# الساندرو جیلاردی
الساندرو جیلاردی (انگلیسی: Alessandro Gilardi؛ زادهٔ ۸ ژانویهٔ ۱۹۹۵) بازیکن فوتبال است.
از باشگاه‌هایی که در آن بازی کرده‌است می‌توان به باشگاه فوتبال پرو ورچلی اشاره کرد.